# Bill Koll

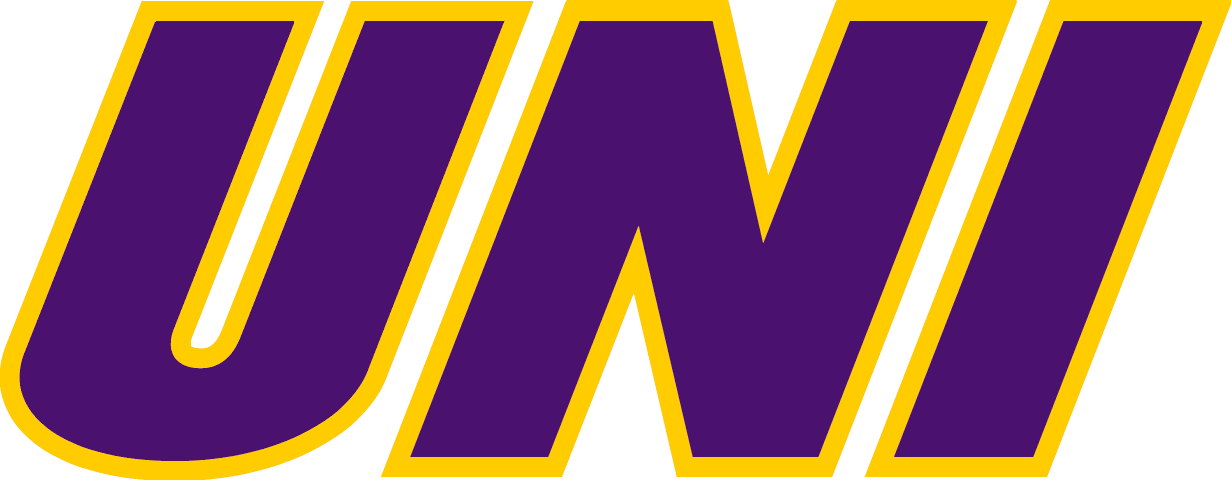
Zawodnik Northern Iowa Panthers

William Henry „Bill” Koll (ur. 12 sierpnia 1923 w Fort Dodge, zm. 27 września 2003 w State College) – amerykański zapaśnik walczący w stylu wolnym. Olimpijczyk z Londynu 1948, gdzie zajął piąte miejsce w kategorii do 67 kg.
Zawodnik Fort Dodge Senior High School w Fort Dodge i University of Northern Iowa. Trzy razy All-American w NCAA Division I (1946–1948). Pierwszy w 1946, 1947 i 1948. Zdobył tytuł "Outstanding Wrestler" w 1947 i 1948 roku.
Wieloletni trener zapasów na Uniwersytecie Stanu Pensylwania.

## Letnie Igrzyska Olimpijskie 1948
| Konkurencja      | Rundy eliminacyjne | Rundy eliminacyjne    | Rundy eliminacyjne   | Rundy eliminacyjne      | Klas. końcowa |
| Konkurencja      | Przeciwnik I       | Przeciwnik II         | Przeciwnik III       | Przeciwnik IV           | Miejsce       |
| ---------------- | ------------------ | --------------------- | -------------------- | ----------------------- | ------------- |
| 67 kg styl wolny | Celal Atik (TUR) P | Muhammad Musa (EGY) Z | Ali Ghaffari (IRI) Z | Gösta Frändfors (SWE) P | 5.            |